# Esmeralda-erdeiguvat
Az Esmeralda-erdeiguvat (Aramides wolfi) a madarak (Aves) osztályának darualakúak (Gruiformes) rendjébe, ezen belül a guvatfélék (Rallidae) családjába tartozó faj.
A magyar neve forrással nincs megerősítve. 

## Rendszerezése
A fajt Hans von Berlepsch és Władysław Taczanowski írták le 1884-ben.

## Előfordulása
Az Dél-Amerika északnyugati részén, Kolumbia, Ecuador és Peru területén honos. Természetes élőhelyei a szubtrópusi és trópusi síkvidéki esőerdők, mangroveerdők és mocsári erdők. Állandó, nem vonuló faj.

## Megjelenése
Testhossza 36 centiméter.

## Természetvédelmi helyzete
Az elterjedési területe nem nagy és csökken, egyedszáma 1000-2499 példány közötti és gyorsan csökken. A Természetvédelmi Világszövetség Vörös listáján sebezhető fajként szerepel.